# Полонез (танець)
Полоне́з (пол. polonez, фр. polonaise фр.: [pɔlɔnɛz], від фр. polonais — польський) — старовинний польський тридольний бальний танець — хода урочистого характеру, яким відкривались урочисті танцювальні вечори та бали. Полонези написані у тричастинній формі (a - b - a). Полонез виконувався на весіллях та святах. До кращих зразків належать полонези К. Вебера, М. Глінки, С. Монюшка, М. Мусоргського, М. Римського-Корсакова, О. Скрябіна, Ф. Шопена та ін.

## Історія

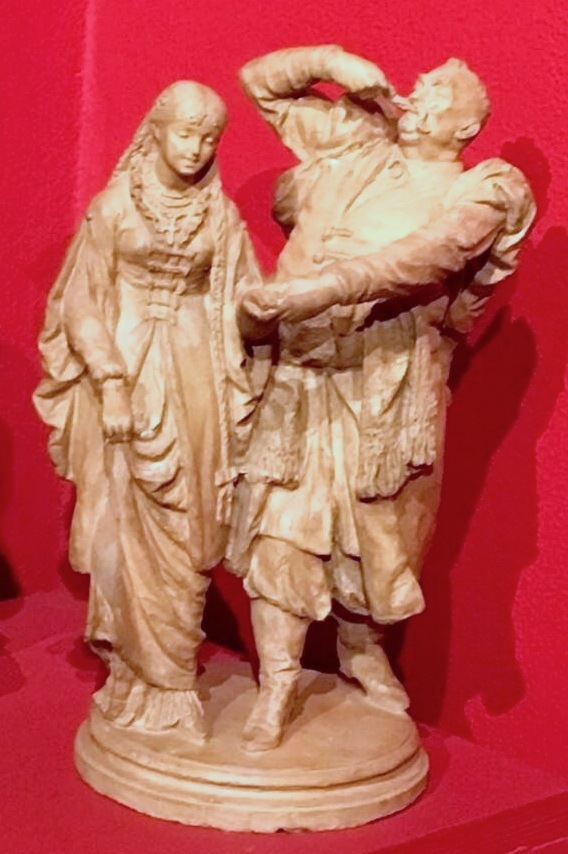
Полонез – Антоній Кужава, 1888

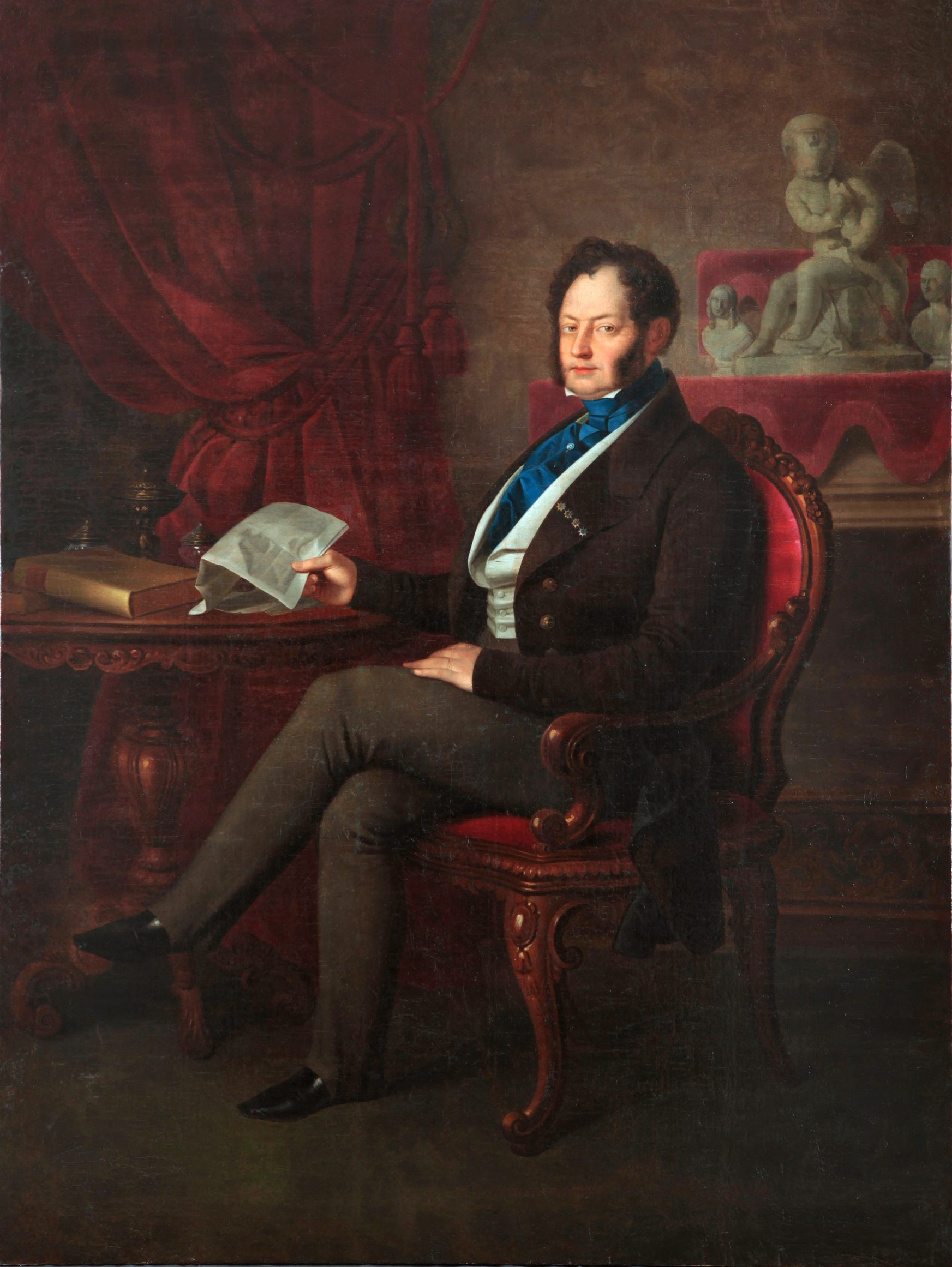
Юзеф Олешкевіч, портрет Міхала Клеофаса Огінського

Прототипом полонезу був народний танець, який танцювали в багатьох польських місцевосцях, приблизно з другої половини XVI століття та початку XVII століття, з часом його почали танцювати і в дворах магнатів. Вже в той час цей танець був подібним в деяких аспектах на відомий нам полонез, але був менш динамічним, настільки, що деякі танцювальні критики говорять, що це буда «більше прогулянка, ніж танець». На самому початку  окремого створеного для танцю музичного супроводу не існувало, а пісні співалися вживу самими танцівниками. Танець вперше став неймовірно популярним серед польської шляхти часу Ягеллонів. В палацах польських королів полонез був елементом дворового церемоніалу, з часом став танцем шляхти при монаршому дворі.
Його танцювали перед початком балу, також відкривала деякі інавгураційні події, для підкреслення їх урочистого характеру. На початку XVIII століття викристалізувалася нова форма полонезу як танця з трьома тактами, який танцювали за допомогою «польського кроку» (цей крок в загальному нагадував збережений до сьогодні крок мазурського типу, якого танцювали однак значно вільніше і без підстрибування), із використанням численних па, імпровізацій. Завдяки династії Веттінів, яка певний час правила на польському престолі, полонез став широко відомим та практикованим в Європі  (найбільше в Німеччині), здебільшого при дворах, часто як церемоніальний танець, а також його мотиви стали популярними та використовувалися в творчості композиторів (серед них Франсуа Куперен, Георг Філіпп Телеман, Вільгельм Фрідеман Бах, Георг Фрідріх Гендель, Йоганн Готліб Гольдберг). До нього також почали застосовуватись терміни polonaise та polacca,  через  тодішні мовні уподобання вищих класів французької та італійської мови, тому і досі вживається така назва. В 1755 році в Саксонії була видана книга Крістофом Готлібом Хенсельем, в якій перший раз широко  та детально описувався полонез, дякуючи авторові відомо, що тодішній полонез базувався на характерному „польському кроці” (Polnischen Pas), наповненими різноманітними декоративними елементами. Кроки можна було прикрашати підскакуванями такими як passé, ballonné, batterie, а також „ударами правої та лівої п'ятами під час танцю в стилі battément. До кінця XVIII століття danza polacca почала супроводжуватися живою музикою. Приблизно в цей час танець набув поширення в Скандинавії. В наші дні в Швеції, Данії та Норвегії це один з найбільш популярних традиційних танців, який там називається називається «polska» (польською це слово означає «Польща»).
Період найбільшого розквіту  і водночас найбільшої популярності полонезу тривав протягом усього часу правління саксонської династії при владі в Польщі і  аж до кінця наполеонівської ери. Полонез завдячував цим своєму благородному характеру, а також легкості додавання інших популярних елементів з танців які танцювали в ті часи (наприклад деякі деталі та жести перейняті з шотландського танцю Екосез). Вишукані форми полонезу вивчалися аристократами, що наймали собі викладачів, які найчастіше мали  французьке чи німецьке походження також навчалося в школах при монастирях, кадетських корпусах. Учні презентували  театральну форму найважливішого польського танцю майже під час кожного разу, коли в школах відбувався традиційний щорічний бал. На балах полонез танцювали навіть і півгодини, а протягом всього святкового вечору могло бути протанцьовано його кілька чи декілька десятків разів. Полонез дуже часто танцювали королі з династії Веттінів, Станіслава Августа Понятовського вважали одним з найкращих танцюристів тих часів.
Близько 1815 року полонез почав швидко втрачати популярність та своє значення серед вищих класів суспільства. В середині XIX він опинився на узбіччі танцювальної культури, інколи ще відкривав урочисті бали та зрідка появлявся в творчості композиторів (ця традиція, хоча і в менших масштабах, збереглася до наших днів). Чим більше полонез ставав танцем світським, тим більше він став предметом народної ідеології поляків та асоціювався із польською культурою. В XIX столітті на його тематику, окрім  Казімєжа Бродзжінського писали: Лукаш Голенбйовський, Кароль Чернявський, Маріан Горжковський, Аркадіуш Клечевський, Кароль Местенхаузер, Валерій Гостомський та Отто Мечислав Жуковсків. В новому часі, при описах танцю та музики почав домінувати науково-навчальний підхід, яке перед початком Другої світової війни відносилось до спроб визначити полонез у стилі, що відповідав  тодішнім потребам часу та суспільства , зокрема цим займалися Ян Островський-Наймофф, Юзеф Ваксман також Зофія Квашніцова. Після закінчення війни почали з'являтися твори, в яких з одної сторони продовжувалася прагнення до повернення полонезу на широку сцену, а з іншого боку шукалося нових сценічних рішень.
На щастя, цей танець все ж таки зміг витримати випробування часом. Ним як і триста чи двісті років тому відкривають бали, а польські танцювальні колективи демонструють полонез на великих сценах.

## Національний танець
Полонез це один з п'яти історичних танців, які вважаються традиційними для Польщі, оскільки існує широко прийнята думка, що «країна білого орла» це його батьківщина..

## Структура

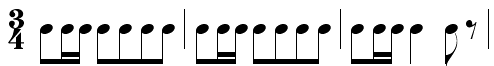
Типовий ритм полонезу

Полонез це уривчастий танець,  в якому витончені рухи супроводжуються плавними кроками. Зазвичай грається у формі пісні у двійчастій формі. Метрична модуляція 3/4, помірного та повільного темпу. Характерним для полонезу є повторювана ритмічна схема, восьмична, з двома шістнадцятками на „i” першої міри.

Типовий ритм для полонезу
Міхал Клеофас Огінський – Полонез Прощання з Батьківщиною

Типовий ритм закінчення полонезу

## Полонез в музиці

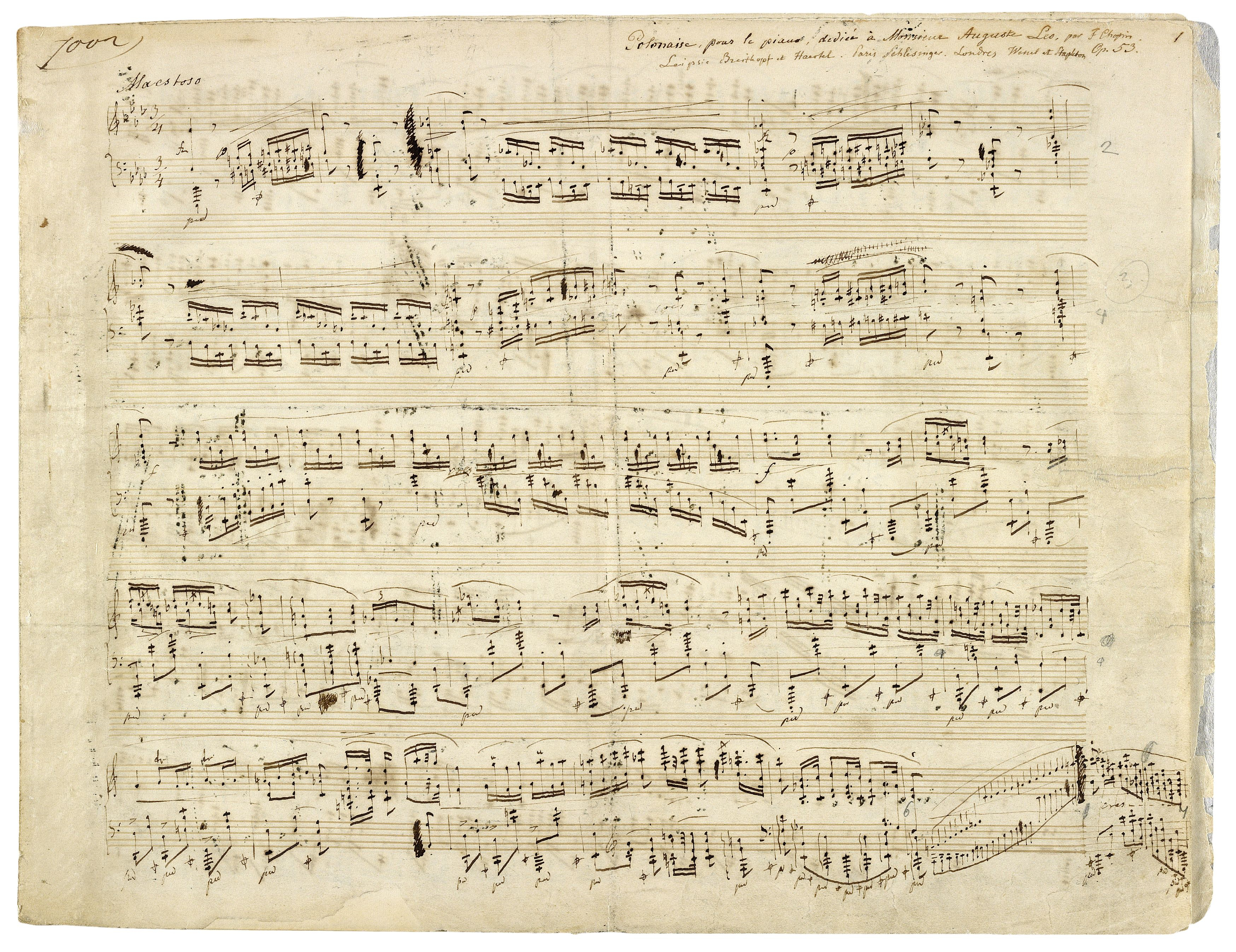
Партитура створення Фредеріком Шопеном для полонезу em La бемоль для піаніно, 1842 рік.

В стилізованій формі полонез окремо почав гратися в  сюїті часів бароко, і навіть композитори, які творили вже після цієї епохи використовували його мотиви. Одні з найбільш відомих полонезів сучасного часу створював польський композитор Фридерик Шопен, який перетворив їх в справжні музичні шедеври, прикладом для чого є Polonez As-dur, який часто пов'язують з Польщею. Багато інших видатних композиторів писав музику цієї тематики, зокрема такими поляками: Ян Стефані, Марія Шимановська, Кароль Курпінський, Ельснер Юзеф, Кароль Ліпінський Станіслав Монюшко, Міхал Клеофас Огінський. 
Мотиви полонезу можна почути в польських колядках: W żłobie leży, Bóg się rodzi, Serca ludzkie się radują чи німецькій різдвяній пісні O Tannenbaum. Серед музикознавців поширена думка, що ще в XVIII  столітті складалися тексти релігійні до раніше відомих танцювальних мелодій.

## Галерея

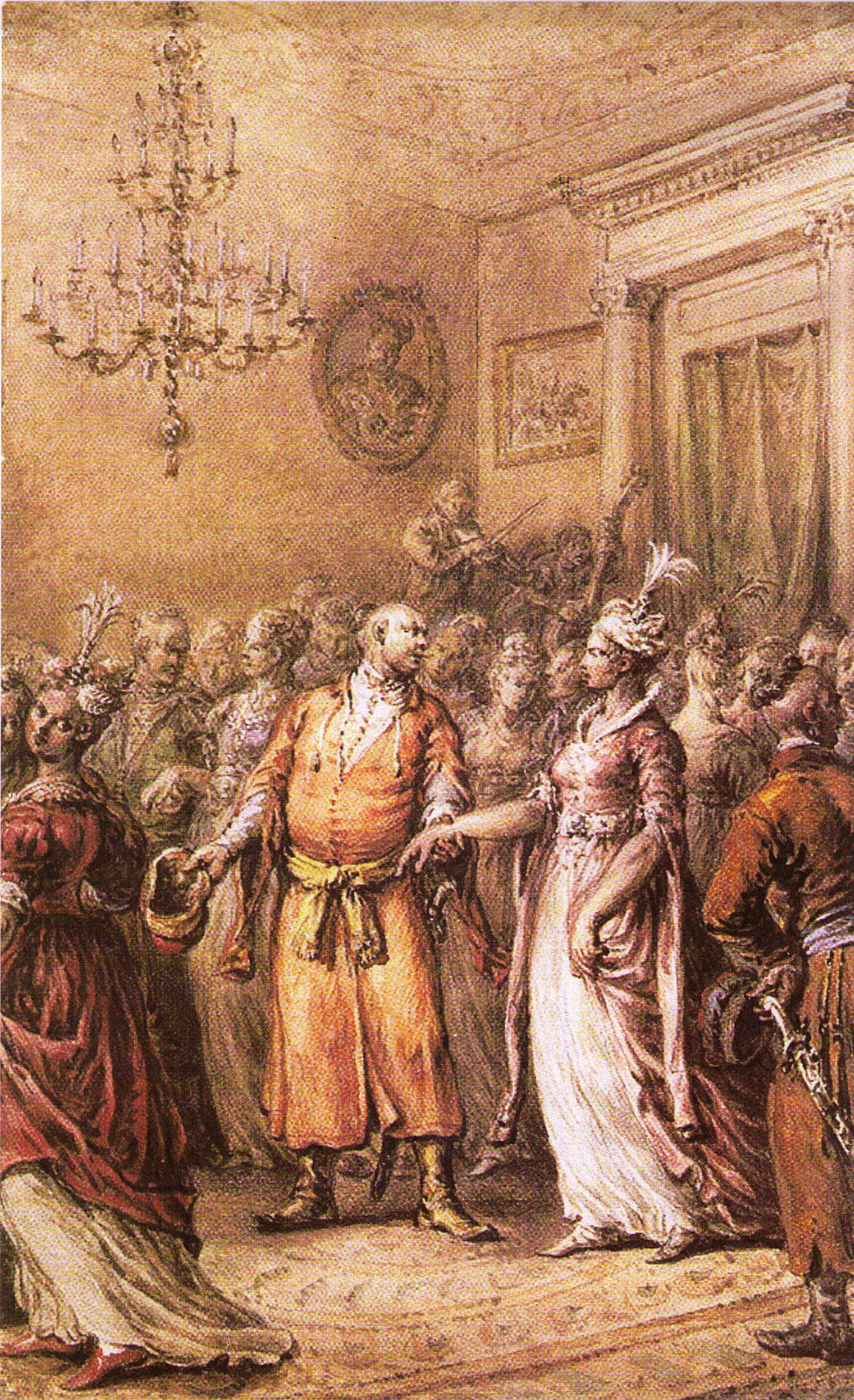
Польський шляхтич  танцює полонез, картина Жана П'єра Ґурдена
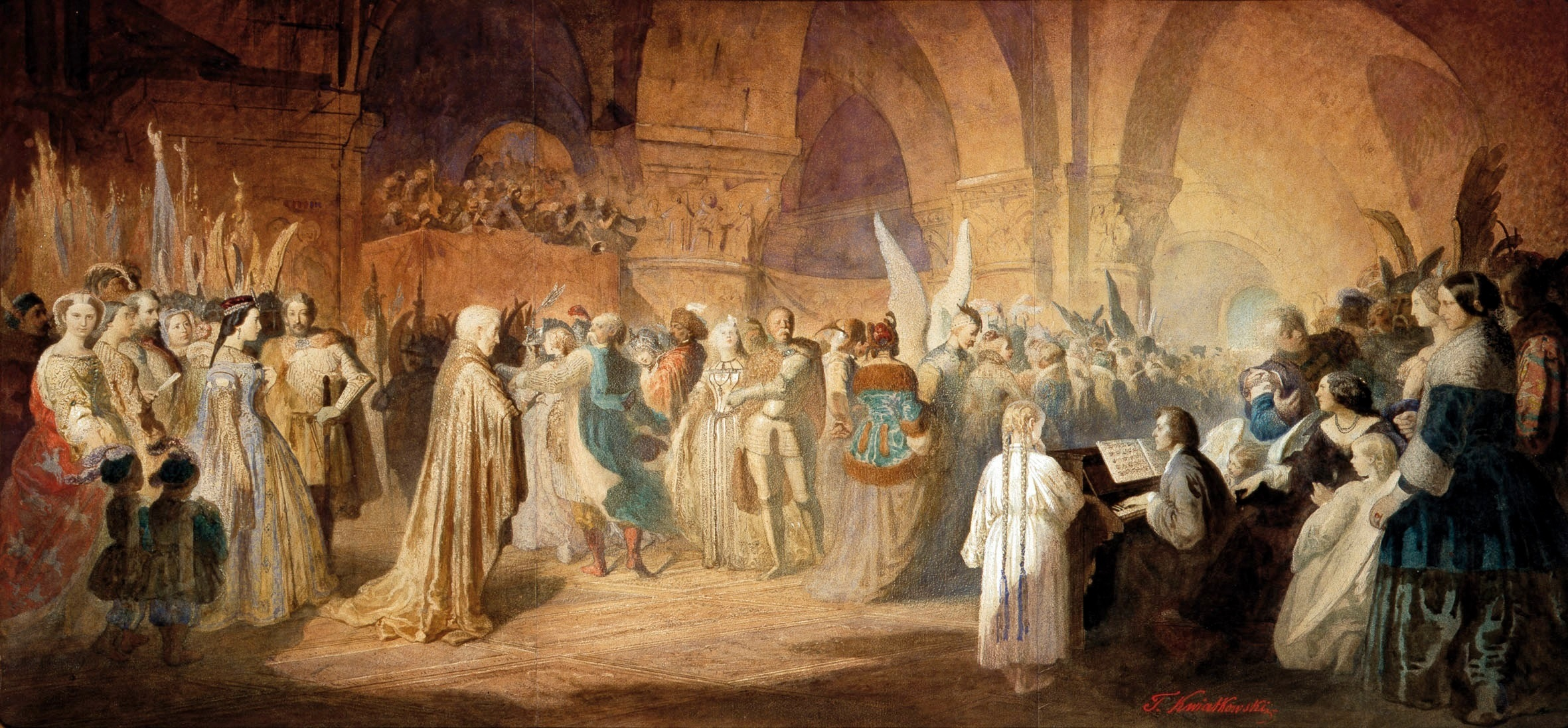
Полонез шопена - бал в Hôtel Lambert в Парижі.